# الساندرو ماتیولی
الساندرو ماتیولی (انگلیسی: Alessandro Mattioli؛ زادهٔ ۱۳ فوریهٔ ۱۹۹۸) بازیکن فوتبال است.
وی همچنین در تیم‌های ملی فوتبال زیر ۱۶ سال ایتالیا، زیر ۱۷ سال ایتالیا، زیر ۱۸ سال ایتالیا، و زیر ۱۹ سال ایتالیا بازی کرده‌است.